# Babia Góra Trung tâm Lịch sử Du lịch Miền núi ở Markowe Szczawiny
Babia Góra Trung tâm Lịch sử Du lịch Miền núi ở Markowe Szczawiny (tiếng Ba Lan: Babiogórski Ośrodek Historii Turystyki Górskiej na Markowych Szczawinach) là một bảo tàng tọa lạc tại khu vực trống Markowe Szczawiny ở Beskid Żywiecki, thuộc biên giới hành chính của Zawoja, Ba Lan. Trung tâm là một bảo tàng của Hiệp hội Du lịch và Tham quan Ba Lan (PTTK). Địa điểm này là bảo tàng đầu tiên về du lịch miền núi.  

## Lịch sử

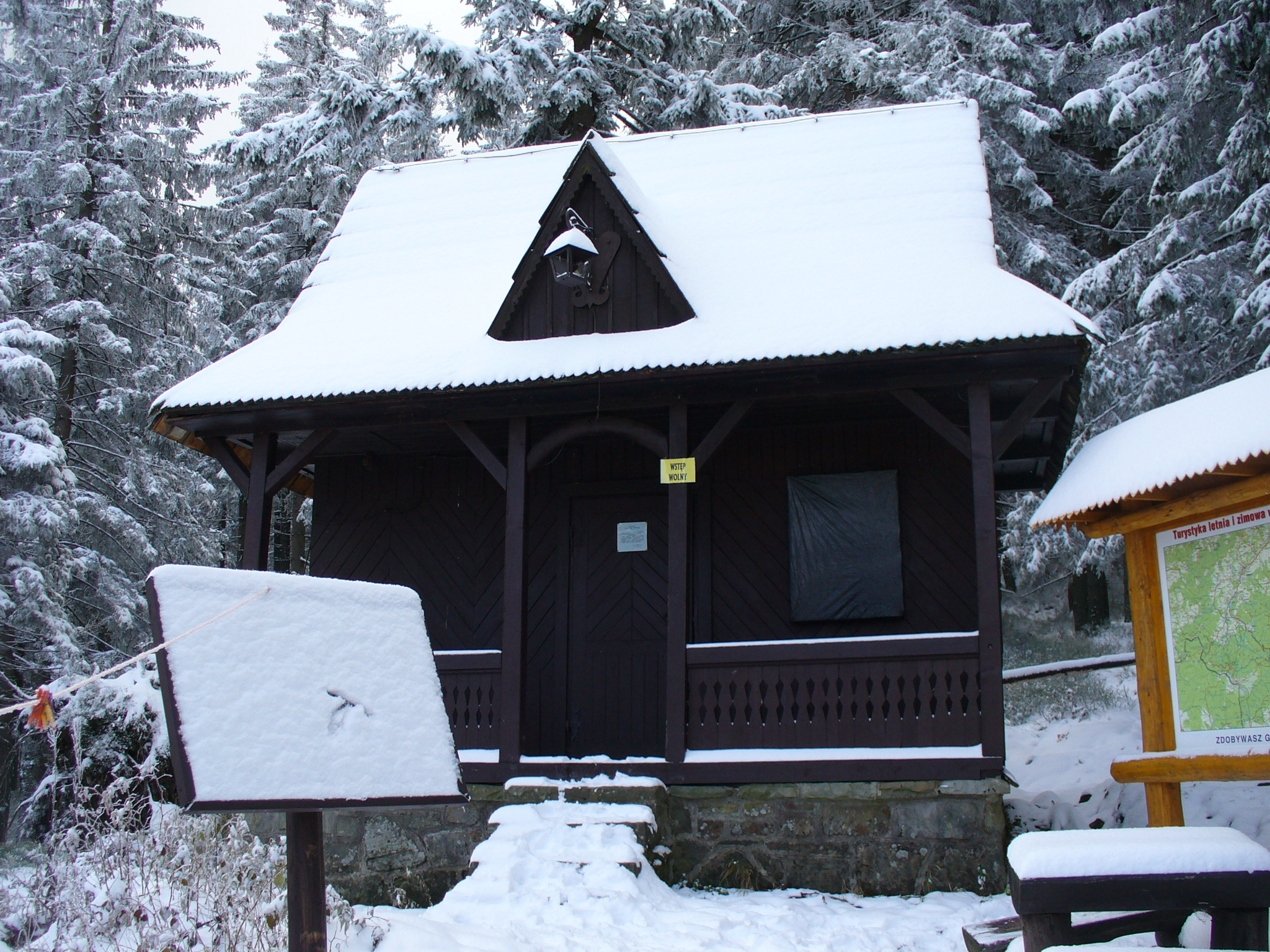
Trụ sở cũ

Babia Góra Trung tâm Lịch sử Du lịch Miền núi ở Markowe Szczawiny được thành lập vào năm 1966 theo khởi xướng của Edward Moskała. Trụ sở trước đây của Trung tâm là một nhà kho nông trại bằng gỗ. Năm 2011, bộ sưu tập của Trung tâm được chuyển đến ngôi nhà nơi trước đây từng là trụ sở của Cơ quan Cứu hộ Núi.
Tên hiện tại của Trung tâm được đặt theo nghị quyết của Ủy ban Du lịch Miền núi của Hội đồng Chính PTTK vào ngày 6 tháng 6 năm 2016.

## Triển lãm
Bộ sưu tập của Babia Góra Trung tâm Lịch sử Du lịch Miền núi ở Markowe Szczawiny hiện đang bao gồm các triển lãm dành cho lịch sử du lịch miền núi ở vùng Babia Góra. Trong đó, một phần đáng kể là các bộ sưu tập tiểu sử: trưng bày các hiện vật và kỷ vật có liên quan đến Hugo Zapałowicz và Kazimierz Sosnowski. 

## Giờ mở cửa
Babia Góra Trung tâm Lịch sử Du lịch Miền núi ở Markowe Szczawiny hoạt động quanh năm, mở cửa tất cả các ngày trong tuần.